# Хмельники (Удомельский район)
Хмельники — опустевшая деревня в Удомельском городском округе Тверской области.

## География
Деревня находится в северной части Тверской области на расстоянии приблизительно 33 км на запад-северо-запад по прямой от железнодорожного вокзала города Удомля на правом берегу реки Мста.

## История
Впервые упоминается в 1859 году. Дворов (хозяйств) было 22 (1859), 36(1886), 35 (1911), 15 (1958), 3 (1978), 0 (1986). В советский период истории работали колхозы «Свободный труд» и «Активист». К 1986 году деревня опустела, хотя дома используются в качестве дач. До 2015 года входила в состав Мстинского сельского поселения до упразднения последнего. С 2015 года в составе Удомельского городского округа.

## Население
Численность населения: 167 (1859), 208 (1886), 187(1911), 39 (1958), 4(1978), 0 (1986), 0 как в 2002 году, так и в 2010.